# 鮰鱼疱疹病毒1型
鮰鱼疱疹病毒1型（學名：Ictalurid herpesvirus 1, IcHV-1），又稱斑点叉尾鮰病毒（Channel catfish virus, CCV），是異皰疹病毒科鮰鱼疱疹病毒属的一種病毒，最早於1968年在美國阿拉巴馬州、阿肯色州與肯塔基州鯰魚養殖場的幼魚中分離，為感染魚類的皰疹病毒中第一種被分離者。此病毒可感染斑真鮰與藍鲶魚，造成河鯰病毒病（Channel catfish disease），其死亡率頗高，在美國各地的鯰魚養殖廠皆有發現，對鯰魚養殖業造成一定的經濟損失。

## 感染
此病毒感染後潛伏期約為3天，多感染四個月以下的幼魚，症狀包括行動時抽搐、無力、眼球突出、腹部脹大與鰭的基部出血。感染多發生在密集培養的養殖場，未有發現發生在野外者，且大多數感染發生在夏季水溫較高時。病毒的傳染方式包括水平傳染與垂直傳染。